# Papyrus 41
Papyrus 41 (in de nummering van Gregory-Aland, of {\displaystyle {\mathfrak {P}}}41, is een oud tweetalig handschrift in het Grieks en het Koptisch op papyrus van het Nieuwe Testament. Op grond van schrifttype is het gedateerd als 8e-eeuws. De tekst is in het Grieks Handelingen 17:28-18:2; 18:24-25;18:27; 19:1-4; 19:6-8; 19:13-16; 19:18-19; 20:9-13;20:15-16; 20:22-24; 20:26-28; 20|:35-38; 21:1-4; 22:11-14; 22:16-17 en in het Koptisch Hand. 17:30 -18:2; 18:25; 18:27-28; 19:2-8;19:16; 19:17-19; 20:11-16; 20:24-28; 20:36-21:3; 22:12-14; 22:16-17 .
Het handschrift wordt bewaard in de Österreichische Nationalbibliothek (Pap. Vindob. G K. 7541-7548) in Wenen).
De Griekse tekst van deze codex is een vertegenwoordiger van de Westerse tekst. Aland plaatst het in Categorie III.
Het handschrift wordt bewaard in de Österreichische Nationalbibliothek (Pap. K. 7377, 7384;, 7396, 7426, 7541-7548, 7731, 7912,1914.n Wenen.